# Enrique Torró Insa
Enrique Torró Insa (Cocentaina, 5 augustus 1922 – 2005) was een Spaans componist, muziekpedagoog, dirigent en pianist.

## Biografie
Torró Insa was bij verschillende banda's dirigent en hij was ook muziekleraar aan de muziekschool van zijn geboortestad Cocentaina in de provincie Alicante. Daar was hij pianoleraar. Als klein jongetje was hij lid van de Banda de Música Unió Musical Contestana in Cocentaina. Hij werd beroepen tot muzikale assessor van de United Nations Democracy Fund (UNDEF). 
Als componist schreef hij vooral werken voor banda (harmonieorkest), maar ook studiewerken en methodes voor piano. In 1992 koos de Banda de Música Unión Musical de Castalla in San Blas hem als componist, wiens werken tijdens de Música festera uitsluitend uitgevoerd werden. 

## Composities

### Werken voor banda (harmonieorkest)
- Cançó de festa, himno
- Himno de la U.N.D.E.F., himno
- lleugera Mujeres, suite
- Marcha triunfal, marcha procesión
- Sant Hipòlit, marcha triunfal
- Sant Hipòlit, marcha procesión

#### Marcha cristiana
- 25 anys de bucaner
- Almogávares de Almansa
- Almorávides de Caravaca
- Alumnes U.M.C. (Banda de Música «Unió Musical Contestana»)
- Capità Pere
- Els Vera de Petrer
- La batalla del barranc
- La niña
- Mariners de Castalla

#### Marcha militar
- Caballería Ministerial
- José Miguel López
- La primera victoria
- Tertulia almogávar
- Torreblanca

#### Marcha mora
- Al peu del castell
- Ben pauet
- Bocairent moro
- Cábila almorávides
- Cavallets 86
- Chimo el besó
- El moro de fusta
- Els moros grocs
- Encuentro de embajadores
- Javier Jover
- Juan Capel "el ñori"
- Kábila TBN-Arabi
- Marcha mora para Primitivo
- Moro de Granada
- Natxo
- Piratas omeyas
- Riquet II
- Sempere

#### Paso-doble
- 44.080
- Álvaro Reig Torró
- Antonio Pérez Francés
- Antonio Torregrosa
- Desfile de parejas
- El miquero
- El que fà vuit
- Flamenco como mi "pare"
- Ganga
- Julio de España
- Lucía la Hurí
- María José
- Maritxell
- Maseros al basi
- Mi granito de arena
- P'als maseros
- Peña el penùltim
- Pepe Perico
- Pepito el sandingo
- Villena 4 de setembre
- Zíngaro Mullor

- Biblioteca Nacional de España: XX1666045
- Virtual International Authority File: 169513806
- WorldCat: E39PBJpjcq74twcF44Q3PgwBfq